# Šahovska olimpijada 1933.
5. Šahovska olimpijada održana je 1933. u Ujedinjenom Kraljevstvu, u Engleskoj. Grad domaćin bio je Folkestone.

## Poredak osvajača odličja
| Mj. | Država       | Bodova | Igrači |
| --- | ------------ | ------ | ------ |
| 1.  | SAD          | 39,0   |        |
| 2.  | Čehoslovačka | 37,5   |        |
| 3.  | Švedska      | 34,0   |        |

| Pobjednici       |
| ---------------- |
| SAD Drugi naslov |